# Умершие в феврале 1994 года
Это список известных людей, соответствующих установленным критериям значимости (см. Википедия:Критерии значимости персоналий), умерших в феврале 1994 года.
Причина смерти указывается лишь в исключительных случаях (убийство, самоубийство, гибель в результате военных действий, смертная казнь, ДТП или несчастные случаи). В остальных случаях — не указывается.
- 1 февраля — Евгений Короткевич — начальник советских антарктических экспедиций.
- 2 февраля — Мария Гимбутас (73) — американский археолог и культуролог литовского происхождения.
- 2 февраля — Николай Огородников (74) — майор внутренних войск, участник Великой Отечественной войны, Герой Советского Союза.
- 2 февраля — Андрей Панихидников (70) — участник Великой Отечественной войны, Герой Советского Союза.
- 3 февраля — Анатолий Александров (90) — советский физик, академик РАН (1991; академик АН СССР с 1953), президент АН СССР (1975 — 1986).
- 3 февраля — Алексей Бондарь (85) — советский политический деятель, председатель Верховного Суда Белорусской ССР (1944 - 1945, 1967).
- 4 февраля — Сергей Алексеев (71) — Герой Советского Союза.
- 4 февраля — Александр Суворов (75) — Герой Советского Союза.
- 5 февраля — Михаил Мартынов (72) — Полный кавалер Ордена Славы.
- 7 февраля — Витольд Лютославский (81) — польский композитор и дирижёр, один из крупнейших музыкантов XX века.
- 10 февраля — Август Восс (77) — латвийский советский партийный и государственный деятель.
- 10 февраля — Тимофей Лобода (71) — полковник Советской Армии, участник Великой Отечественной войны, Герой Советского Союза.
- 12 февраля — Иван Баранов (72) — участник Великой Отечественной войны, Герой Советского Союза.
- 12 февраля — Шариф Сулейманов (73) — участник Великой Отечественной войны, Герой Советского Союза.
- 14 февраля — Василий Зайцев (81) — участник Великой Отечественной войны, Герой Советского Союза.
- 14 февраля — Андрей Чикатило (57) — советский серийный убийца; расстрелян.
- 16 февраля — Юрий Бахарев (69) — Полный кавалер ордена Славы.
- 16 февраля — Ибрагим Мамедов (35) — азербайджанский офицер, национальный герой Азербайджана; погиб в Карабахской войне.
- 16 февраля — Кузьма Сирык (84) — Полный кавалер ордена Славы.
- 17 февраля — Арев Багдасарян (80) — народная артистка Армянской ССР.
- 17 февраля — Юрий Гольфанд (72) — российский и израильский учёный, физик-теоретик, отказник, борец за выезд евреев из Советского Союза.
- 17 февраля — Николай Наумчик (77) — участник Великой Отечественной войны, Герой Советского Союза.
- 17 февраля — Александр Чаковский (80) — русский советский писатель и журналист, главный редактор «Литературной газеты» (1962 — 1988).
- 18 февраля — Василий Негрило (68) — участник Великой Отечественной войны, полный кавалер ордена Славы.
- 18 февраля — Даниил Яковленко (77) — полный кавалер ордена Славы.
- 19 февраля — Дерек Джармен (52) — британский режиссёр-авангардист, художник и сценарист; СПИД.
- 19 февраля — Фёдор Одиноков (81) — советский и российский актёр театра и кино.
- 19 февраля — Иван Сидоренко (74) — участник Великой Отечественной войны, полный кавалер ордена Славы.
- 19 февраля — Андрей Трухов (72) — участник Великой Отечественной войны, Герой Советского Союза.
- 20 февраля — Владимир Дружников (71) — советский актёр, народный артист РСФСР (1974).
- 21 февраля — Евгений Беляев (67) — советский и российский певец (лирический тенор). Народный артист СССР (1967). Лауреат Государственной премии СССР.
- 21 февраля — Люциан Пригожин (67) — советский композитор.
- 22 февраля — Дмитрий Остапенко (69) — Герой Советского Союза.
- 22 февраля — Николай Силантьев (71) — Герой Советского Союза.
- 23 февраля — Сергей Снегов (83) — русский советский писатель-фантаст и популяризатор науки.
- 24 февраля — Александр Витковский (70) — командир авиационного отряда Главного управления Гражданского воздушного флота при Совете Министров СССР. Герой Социалистического Труда, Заслуженный пилот СССР.
- 25 февраля — Барух Гольдштейн (37) — израильский врач американского происхождения, совершивший в 1994 году теракт в Пещере Патриархов (Хеврон); убит.
- 25 февраля — Гиви Чохели (56) — советский футболист, защитник. Заслуженный мастер спорта СССР. Заслуженный тренер Грузинской ССР.
- 26 февраля — Андрей Апсолон (85) — советский актер, заслуженный артист РСФСР.
- 26 февраля — Эдуард Аянян (74) — советский офицер, участник Великой Отечественной войны, Герой Советского Союза.
- 26 февраля — Георгий Гуринович (60) — советский и белорусский физик. Академик Национальной академии наук Белоруссии.
- 26 февраля — Григорий Черников (88) — участник Великой Отечественной войны, Герой Советского Союза.
- 28 февраля — Карл Ару (91) — советский военачальник, генерал-майор артиллерии.
- 28 февраля — Джейми Николсон (22) — австралийский боксёр, представитель полулёгкой весовой категории.